# Historique du parcours européen du KV Sasja HC Hoboken
Cet article présente les différentes campagnes européennes réalisées par le KV Sasja HC Hoboken depuis sa fondation en 1958.

## Section homme

### Coupe d'Europe

#### 1974-1975
Ligue des champions :
|   | Tour                       | Club                | Aller | Total | Retour | Club                        |   |
| - | -------------------------- | ------------------- | ----- | ----- | ------ | --------------------------- | - |
| 1 | Premier tour préliminaire  | HB Eschois Fola     | 11-16 | 22-28 | 11-12  | KV Sasja HC Hoboken         | 2 |
| 3 | Deuxième tour préliminaire | KV Sasja HC Hoboken | 9-25  | 18-61 | 9-36   | ASK Vorwärts Frankfurt/Oder | 4 |

#### 1975-1976
Ligue des champions :
|   | Tour                       | Club            | Aller | Total | Retour | Club                |   |
| - | -------------------------- | --------------- | ----- | ----- | ------ | ------------------- | - |
| 5 | Premier tour préliminaire  | HC Birkenhead   | ?-?   | ?-?   | ?-?    | KV Sasja HC Hoboken | 6 |
| 7 | Deuxième tour préliminaire | Sparta Helsinki | 21-6  | 37-21 | 16-15  | KV Sasja HC Hoboken | 8 |

#### 1977-1978
Coupe des vainqueurs de coupe:
|   | Tour                      | Club                | Aller | Total | Retour | Club                |    |
| - | ------------------------- | ------------------- | ----- | ----- | ------ | ------------------- | -- |
| 9 | Premier tour préliminaire | ZMC Amicitia Zürich | 23-12 | 41-28 | 18-16  | KV Sasja HC Hoboken | 10 |

#### 1980-1981
Coupe des vainqueurs de coupe:
|    | Tour                      | Club                | Aller | Total | Retour | Club         |    |
| -- | ------------------------- | ------------------- | ----- | ----- | ------ | ------------ | -- |
| 11 | Premier tour préliminaire | KV Sasja HC Hoboken | 13-25 | 29-62 | 16-37  | Helsingør IF | 12 |

#### 1981-1982
Coupe des vainqueurs de coupe:
|    | Tour                      | Club      | Aller | Total | Retour | Club                |    |
| -- | ------------------------- | --------- | ----- | ----- | ------ | ------------------- | -- |
| 13 | Premier tour préliminaire | BSV Berna | 20-22 | 47-35 | 27-13  | KV Sasja HC Hoboken | 14 |

#### 1982-1983
Coupe des vainqueurs de coupe:
|    | Tour                      | Club                | Aller | Total | Retour | Club            |    |
| -- | ------------------------- | ------------------- | ----- | ----- | ------ | --------------- | -- |
| 15 | Premier tour préliminaire | KV Sasja HC Hoboken | 14-23 | 30-47 | 16-24  | KFUM Fredericia | 16 |

#### 1984-1985
Coupe des vainqueurs de coupe:
|    | Tour                      | Club          | Aller | Total | Retour | Club                |    |
| -- | ------------------------- | ------------- | ----- | ----- | ------ | ------------------- | -- |
| 17 | Premier tour préliminaire | ČH Bratislava | 15-11 | 30-20 | 15-9   | KV Sasja HC Hoboken | 18 |

#### 1987-1988
Coupe des vainqueurs de coupe:
|    | Tour                       | Club            | Aller | Total | Retour | Club                |    |
| -- | -------------------------- | --------------- | ----- | ----- | ------ | ------------------- | -- |
| 19 | Premier tour préliminaire  | Kyndil Torshavn | 14-19 | 29-37 | 15-18  | KV Sasja HC Hoboken | 20 |
| 21 | Deuxième tour préliminaire | Holte IF        | 23-9  | 39-26 | 16-17  | KV Sasja HC Hoboken | 22 |

#### 2005-2006
Coupe des vainqueurs de coupe:
|    | Tour                       | Club                | Aller | Total | Retour | Club              |    |
| -- | -------------------------- | ------------------- | ----- | ----- | ------ | ----------------- | -- |
| 23 | Deuxième tour préliminaire | KV Sasja HC Hoboken | 22-29 | 43-64 | 21-35  | Kaustik Volgograd | 24 |

#### 2006-2007
Coupe EHF:
|    | Tour                       | Club                | Aller | Total | Retour | Club             |    |
| -- | -------------------------- | ------------------- | ----- | ----- | ------ | ---------------- | -- |
| 25 | Premier Tour préliminaire  | KV Sasja HC Hoboken | 54-13 | 96-31 | 42-18  | Fima Erevan      | 26 |
| 27 | Deuxième Tour préliminaire | KV Sasja HC Hoboken | 32-29 | 61-54 | 29-25  | HV KRAS/Volendam | 28 |
| 29 | Seizième de finale         | KV Sasja HC Hoboken | 27-35 | 48-64 | 21-29  | Skjern Håndbold  | 30 |

#### 2007-2008
Ligue des champions :
|    | Tour                      | Club          | Aller | Total | Retour | Club                |    |
| -- | ------------------------- | ------------- | ----- | ----- | ------ | ------------------- | -- |
| 31 | Premier tour préliminaire | HCM Constanta | 31-26 | 63-48 | 32-22  | KV Sasja HC Hoboken | 32 |

Coupe EHF:
|    | Tour                       | Club                | Aller | Total | Retour | Club               |    |
| -- | -------------------------- | ------------------- | ----- | ----- | ------ | ------------------ | -- |
| 33 | Deuxième Tour préliminaire | KV Sasja HC Hoboken | 31-27 | 51-55 | 20-28  | Proleter Zrenjanin | 34 |

#### 2008-2009
Ligue des champions :
|    | Tour                      | Club            | Aller | Total | Retour | Club                |    |
| -- | ------------------------- | --------------- | ----- | ----- | ------ | ------------------- | -- |
| 35 | Premier tour préliminaire | Steaua Bucarest | 38-25 | 74-56 | 36-31  | KV Sasja HC Hoboken | 36 |

Coupe EHF:
|    | Tour                       | Club                | Aller | Total | Retour | Club                  |    |
| -- | -------------------------- | ------------------- | ----- | ----- | ------ | --------------------- | -- |
| 37 | Deuxième Tour préliminaire | KV Sasja HC Hoboken | 20-22 | 43-55 | 23-33  | Maccabi Rishon LeZion | 38 |

#### 2013-2014
Coupe Challenge:
|    | Tour               | Club                  | Aller | Total | Retour | Club                |    |
| -- | ------------------ | --------------------- | ----- | ----- | ------ | ------------------- | -- |
| 37 | Seizième de finale | SPE Strovolos Nicosie |       |       |        | KV Sasja HC Hoboken | 38 |

### Benelux liga

#### 2008
La final Four de cette édition s'est déroulée à Lommel
|   | Tour              | Club                | Aller | Total | Retour | Club                     |   |
| - | ----------------- | ------------------- | ----- | ----- | ------ | ------------------------ | - |
| 1 | Tour préliminaire | KV Sasja HC Hoboken | 31-31 | 60-59 | 28-29  | HV Fiqas Aalsmeer        | 2 |
| 3 | Demi finale       | Initia HC Hasselt   |       | 25-33 |        | KV Sasja HC Hoboken      | 4 |
| 5 | finale des battus | Eurotech Bevo HC    |       | 24-31 |        | KV Sasja HC Hoboken\|\|6 |   |

#### 2008-2009
Cette édition est inconnues, si vous les connaissez, n’hésitez pas à créer un tableau, merci d'avance!

#### 2009-2010
Les matchs en phase de pool du KV Sasja HC Hoboken sont inconnues, si vous les connaissez, n’hésitez pas à créer un tableau avec les rencontres de cette éditions, les équipes rencontrées sont les clubs néerlandais du HV KRAS/Volendam, E&O, HV Fiqas Aalsmeer et Eurotech Bevo HC et les clubs belges sont le Initia HC Hasselt, le United HC Tongeren et le Achilles Bocholt, merci d'avance!

#### 2012-2013
| Tour                   | Club                | Aller | Total | Retour | Club                     |
| ---------------------- | ------------------- | ----- | ----- | ------ | ------------------------ |
| Phase de pool Groupe A | KV Sasja HC Hoboken | 22-26 | 47-57 | 25-31  | OCI Limburg Lions Geleen |
| Phase de pool Groupe A | KV Sasja HC Hoboken | 26-26 | 52-56 | 26-30  | JMS Hurry-Up Zwartemeer  |
| Phase de pool Groupe A | Handball Käerjeng   | 26-26 | 54-58 | 28-32  | KV Sasja HC Hoboken      |
| Phase de pool Groupe A | HB Dudelange        | 29-28 | 55-58 | 26-30  | KV Sasja HC Hoboken      |

## Bilan
| Coupe                             | Matchs Joués | Victoires | Nuls | Défaites | Buts marqués | Buts encaissés |
| Ligue des Champions               | 12           | 4         | 0    | 8        | 171          | 257            |
| Coupe EHF                         | 10           | 5         | 0    | 5        | 352          | 363            |
| Coupe EHF des vainqueurs de coupe | 14           | 4         | 0    | 10       | 317          | 389            |
| Coupe Challenge                   | 0            | 0         | 0    | 0        | 0            | 0              |
| Supercoupe de l'EHF               | 0            | 0         | 0    | 0        | 0            | 0              |
| TOTAL                             | 36           | 13        | 0    | 23       | 840          | 1009           |

### Adversaires européens
| - ASK Vorwärts Frankfurt/Oder - Fima Erevan - SPE Strovolos Nicosie - Helsingør IF - Holte IF - KFUM Fredericia - Skjern Håndbold - HC Birkenhead - Kyndil Torshavn - Sparta Helsinki - Maccabi Rishon LeZion - HB Eschois Fola - HV KRAS/Volendam - Proleter Zrenjanin - BSV Berna - ZMC Amicitia Zürich - ČH Bratislava - HCM Constanta - Steaua Bucarest - Kaustik Volgograd |

### Adversaires en Benelux liga
| - Initia HC Hasselt - HB Dudelange - Handball Käerjeng - Eurotech Bevo HC - HV Fiqas Aalsmeer - JMS Hurry-Up Zwartemeer - OCI Limburg Lions Geleen |

## Section dame

### 1984-1985
Coupe EHF:
|   | Tour                       | Club                | Aller | Total | Retour | Club                |   |
| - | -------------------------- | ------------------- | ----- | ----- | ------ | ------------------- | - |
| 1 | Premier tour préliminaire  | KV Sasja HC Hoboken | 27-8  | 39-19 | 12-11  | HC Pétande          | 2 |
| 1 | Deuxième tour préliminaire | Vasas Budapest      | 29-6  | 70-12 | 41-6   | KV Sasja HC Hoboken | 2 |

### 1985-1986
Ligue des champions:
|   | Tour                      | Club        | Aller | Total | Retour | Club                |   |
| - | ------------------------- | ----------- | ----- | ----- | ------ | ------------------- | - |
| 1 | Premier tour préliminaire | KS Cracovia | 28-5  | 51-9  | 23-4   | KV Sasja HC Hoboken | 2 |

### 1986-1987
coupe EHF:
|   | Tour               | Club       | Aller | Total | Retour | Club                |   |
| - | ------------------ | ---------- | ----- | ----- | ------ | ------------------- | - |
| 3 | Seizième de finale | Vonk Mosam | 20-10 | 36-19 | 16-9   | KV Sasja HC Hoboken | 4 |

### 1988-1989
Coupe des vainqueurs de coupe:
|   | Tour                      | Club                | Aller | Total | Retour | Club              |   |
| - | ------------------------- | ------------------- | ----- | ----- | ------ | ----------------- | - |
| 5 | Premier tour préliminaire | KV Sasja HC Hoboken | 12-8  | 20-21 | 7-14   | Manchester United | 6 |

### 1989-1990
Coupe des vainqueurs de coupe:
|   | Tour                      | Club                | Aller | Total | Retour | Club          |   |
| - | ------------------------- | ------------------- | ----- | ----- | ------ | ------------- | - |
| 7 | Premier tour préliminaire | KV Sasja HC Hoboken | 11-27 | 22-55 | 11-28  | VfL Oldenburg | 8 |

## Bilan
| Coupe                             | Matchs Joués | Victoires | Nuls | Défaites | Buts marqués | Buts encaissés |
| Ligue des Champions               | 2            | 2         | 0    | 2        | 9            | 51             |
| Coupe EHF                         | 6            | 2         | 0    | 4        | 70           | 125            |
| Coupe EHF des vainqueurs de coupe | 4            | 1         | 0    | 3        | 42           | 76             |
| Coupe Challenge                   | 0            | 0         | 0    | 0        | 0            | 0              |
| Supercoupe de l'EHF               | 0            | 0         | 0    | 0        | 0            | 0              |
| TOTAL                             | 12           | 5         | 0    | 9        | 120          | 252            |

### Adversaires européens
| - VfL Oldenburg - KS Cracovia - Manchester United - Vasas Budapest - HC Pétande - Vonk Mosam |